# Giacomo Menochio
Giacomo Menochio, en latin Jacobus Menochius, est un juriste Italien, né à Pavie le 22 janvier 1532 et mort dans la même ville le 10 août 1607.

## Biographie
Giacomo Menochio naquit le 22 janvier 1532 à Pavie, d’une famille pauvre et obscure ; il s’appliqua dès sa jeunesse à l’étude du droit avec beaucoup d’ardeur, et surpassa bientôt tous maîtres. Il fut chargé, en 1555, de faire des leçons publiques à l’université ; et la manière dont il s’en acquitta, étendit sa réputation dans toute l’Italie. Le duc de Savoie, Emmanuel-Philibert, l’appela, en 1561, pour occuper une des chaires de l’Université de Mondovi, nouvellement créée ; il fut nommé, en 1566, premier professeur à Padoue, et il y enseigna pendant vingt-trois ans, avec un succès toujours croissant. Cédant aux vœux de ses concitoyens, il revint à Pavie, en 1589, remplir la chaire vacante par la mort de Nicolas Gratiani. Le roi d’Espagne, Philippe II, le nomma quelque temps après sénateur, puis l’un des présidents du conseil du duché de Milan. Il mourut le 10 août 1607, et fut inhumé à Pavie, dans l’église des Clercs réguliers, où l’on voit son épitaphe.
Giovanni Stefano Menochio, son fils, s’est distingué parmi les jésuites par son érudition, et par plusieurs ouvrages touchant l’histoire sainte.

## Œuvres
- De adipiscenda retinenda et recuperanda possessione, 1606, in-fol.
- De præsumptionibus, conjecturis, etc., Venise, 1609-17, 2 vol. in-fol.
- De arbitrariis judicum quæstionibus, etc., Genève, 1630, 1685, in-fol.
- Consilia, Francfort, 1605 ; Venise, 1609 ; Milan, 1616, 13 parties reliées ordinairement en 5 vol. in-fol. Le plus important de ces ouvrages est le traité des Présomptions ; il n’a rien perdu de son utilité, depuis que l’autorité du droit romain s’est effacée en France. C’est un guide fidèle pour ces cas si multipliés et impossibles à prévoir, que le législateur est forcé d’abandonner aux conjectures des juges, ou pour lesquels il se livre souvent aux siennes, à défaut de règles plus sûres. Leibniz faisait un tel cas de cet ouvrage, qu’il avait le projet de l’abréger, et on regrette qu’il l’ait laissé sans exécution. Dans son livre De arbitrariis judicum quæstionibus, Menochio s’occupe encore des questions où l’arbitrage des juges fait la loi. Il fut l’un des éditeurs du Tractatus universi juris, duce et auspice Gregorio XIII in unum collecti, Venise, 1584, 28 vol. in-fol.